# Miomantis lacualis
Miomantis lacualis es una especie de mantis de la familia Mantidae.

## Distribución geográfica
Se encuentra en Etiopía, Kenia, Malaui, Ruanda, Somalia, Tanzania, Uganda y Burundi.